# Хорваты в Боснии и Герцеговине
Хорваты (хорв. Hrvati u Bosne i Hercegovine) являются одним из трёх государствообразующих народов Боснии и Герцеговины (наряду с боснийцами и сербами), насчитывающим более полумиллиона человек. По данным ЦРУ, хорваты составляют 14,3 % населения Боснии и Герцеговины. Гражданская война в Югославии и этнические чистки в 90-х годах XX века значительно сократили количество хорватов на территории Боснии и Герцеговины.

## История
На территории современной Боснии хорваты появились в VII веке. Позднее на территории Боснии и Хорватии сформировались два хорватских княжества Паннония и Далмация. В 925 году король хорватов Томислав I объединил их в единое хорватское королевство. После этого в 1102 году хорваты заключили унию с Венгрией. Договор подразумевал, что Хорватия и Венгрия управляются одним правителем, как два раздельных королевства. Король обязался не заселять хорватские земли венграми и гарантировал самоуправление хорватам. После того как Балканский полуостров подвергся турецкому нашествию, территория Боснии и Герцеговины на долгие годы вошла в состав Османской империи. Многие боснийские хорваты в это время приняли ислам или бежали в Венгрию и Хорватию. В XIX веке после активизации хорватского национального движения появилась идея объединить все земли с хорватским населением в единое хорватское государство. Только после Первой мировой войны, в 1939 году в королевстве Югославия была создана автономная Хорватия в которую вошли и земли Боснии, населённые хорватами. В 1941 году территория Боснии и Герцеговины вошла в состав Независимого государства Хорватия, образованного хорватскими фашистами.

## Количество хорватов в Боснии
Первая перепись на территории Боснии и Герцеговины прошла в 1879 году после того как территория вошла в состав Австро-Венгерской империи. Также 2 переписи провели югославские власти после Первой мировой войны. Данные югославских переписей показывают, что количество хорватов на территории Боснии и Герцеговины увеличивалось, однако доля хорватов в общей численности населения снизилась. До начала Боснийской войны хорваты составляли 17,3 % населения республики. Хорваты составляли 98 % населения Западной Боснии, Западной Герцеговины, Посавины. Значительная доля хорватов проживала в Центральной Боснии. Во время войны в Боснии и Герцеговине произошли этнические чистки и массовые миграции населения в том числе хорватов. В настоящее время хорваты составляют большинство в следующих населённых пунктах Боснии и Герцеговины: Мостар, Столац, Равно, Чаплина, Неум, Читлук, Груде, Киселяк, Крешево, Ливно, Любушки, Купрес, Добратичи, Оджак, Домалевац-Шамац, Орашье, Посушье, Прозор-Рама, Широки-Бриег, Томиславград, Витез, Жепче, Усора, Нови Травник, Бусовача.
| Год переписи | Число хорватов | %       | Население Боснии и Герцеговины |
| ------------ | -------------- | ------- | ------------------------------ |
| 1879         | 209,391        | 18.08 % | 1,158,164                      |
| 1885         | 265,788        | 19.88 % | 1,336,091                      |
| 1895         | 334,142        | 21.31 % | 1,361,868                      |
| 1910         | 434,061        | 22.87 % | 1,898,044                      |
| 1921         | 444,308        | 23.50 % | 1,890,440                      |
| 1931         | 547,949        | 23.58 % | 2,323,555                      |
| 1948         | 614,123        | 23.93 % | 2,565,277                      |
| 1953         | 654,229        | 22.97 % | 2,847,790                      |
| 1961         | 711,666        | 21.71 % | 3,277,948                      |
| 1971         | 772,491        | 20.62 % | 3,746,111                      |
| 1981         | 758,140        | 18.39 % | 4,124.008                      |
| 1991         | 760,852        | 17.38 % | 4,377,053                      |

## Культура
Важнейшим культурным учреждением боснийских хорватов в начале XX века было хорватское культурное общество «Напредак». Организация имело большое значение для хорватской молодёжи в Боснии. «Напредак» также вёл работу по развитию культуры. Общество имело десятки филиалов в Боснии, Герцеговине, Хорватии, а также являлось организатором концертов хорватских артистов.
Мостарский университет является единственным высшим учебным заведением Боснии и Герцеговины в котором преподавание ведётся на хорватском языке. Многие боснийские хорваты учатся в ВУЗах Хорватии (например, Загребском университете). В Боснии существуют 2 основных хорватских музыкальных фестиваля: Etnofest Neum и Melodije Mostara. Эти фестивали традиционно собирают лучших исполнителей Боснии, поющих на хорватском языке, а также хорватских музыкантов. Наиболее популярными хорватскими музыкантами в Боснии являются: Bijelo Dugme, Feminnem, Желько Бебек Мате Булич и другие.

## Религия
Боснийские хорваты в большинстве являются католиками. Именно хорваты составляют значительную часть католиков Боснии и Герцеговины. В городе Меджугорье находится приход в честь Девы Марии, который является местом паломничества для многих католиков.

## Спорт
Хорватские спортивные клубы являются одними из самых успешных в Боснии и Герцеговине. Хорватские спортивные общества имеют представительства в чемпионатах Боснии по самым различным видам спорта. В футболе наиболее успешными хорватскими клубами в Боснии являются: «Зриньски», «Широки Бриег», «Орашье». Всего хорватские клубы выигрывали 1 Кубок страны и 4 чемпионата Боснии и Герцеговины по футболу.
До 2000 году хорваты имели свой футбольный дивизион в Боснии и Герцеговине. Однако после 2000 года хорватские клубы стали участвовать в совместном чемпионате с мусульманскими командами. Боснийские хорваты выступают как за сборные Боснии и Герцеговины, так и за национальные сборные Хорватии.

## Политика
В конце XIX века боснийские хорваты создавали свои партии и движения. На территории Боснии и Герцеговины действовали Хорватское национальное сообщество и Хорватская католическая ассоциация, которые приняли участие в выборах 1910 года в Австро-Венгрии. 
В 1991—1994 гг. на территории Боснии и Герцеговины существовало самопровозглашённое государство боснийских хорватов — Республика Герцег-Босна. 
С 1995 г., согласно Дейтонским соглашениям, хорваты не имеют собственного энтитета (отдельного этно-территориального образования) в Боснии и Герцеговине, оставшись в составе одного из двух субъектов — мусульмано-хорватской Федерации Боснии и Герцеговины. 
В последнее время всё чаще звучат инициативы по восстановлению Герцег-Босны, создав третий субъект в Боснии и Герцеговине. Начало было положено в 2005 году Иво Миро Йовичем, после его фразы: «Я не хочу упрекать боснийских сербов, однако, если у них есть своя сербская республика, то мы должны также создать хорватскую и боснийскую (мусульманскую) республики».
26 января 2009 года лидеры трех крупнейших партий Боснии и Герцеговины, представляющие мусульман, сербов и хорватов, на встрече в неофициальной столице Республики Сербской Баня-Луке приняли совместное решение изменить существующую систему, разделив БиГ на 4 национальных административных образования.
Хорватский вопрос в Боснии и Герцеговине вновь обострился в начале 2011 г. 19 апреля 2011 г. в Мостаре была проведена «Хорватская национальная ассамблея» с участием 500 делегатов от десяти хорватских партий страны. Лидеры хорватских партий Боснии и Герцеговины потребовали провести реформу конституции с целью административно-территориального переустройства страны и «прекращения маргинализации хорватского народа». Инициатива Хорватской национальной ассамблеи требует создания как минимум трёх территориальных образований — мусульманского, сербского и хорватского. «Только основательная реформа конституции, которая обеспечила бы полное институциональное равноправие и новое административно-территориальное устройство страны на основе нескольких федеральных единиц, из которых, по крайней мере, одна была бы с хорватским большинством, может гарантировать реальное равноправие хорватского народа в БиГ», — говорится в мостарской резолюции.